# C. Delores Tucker

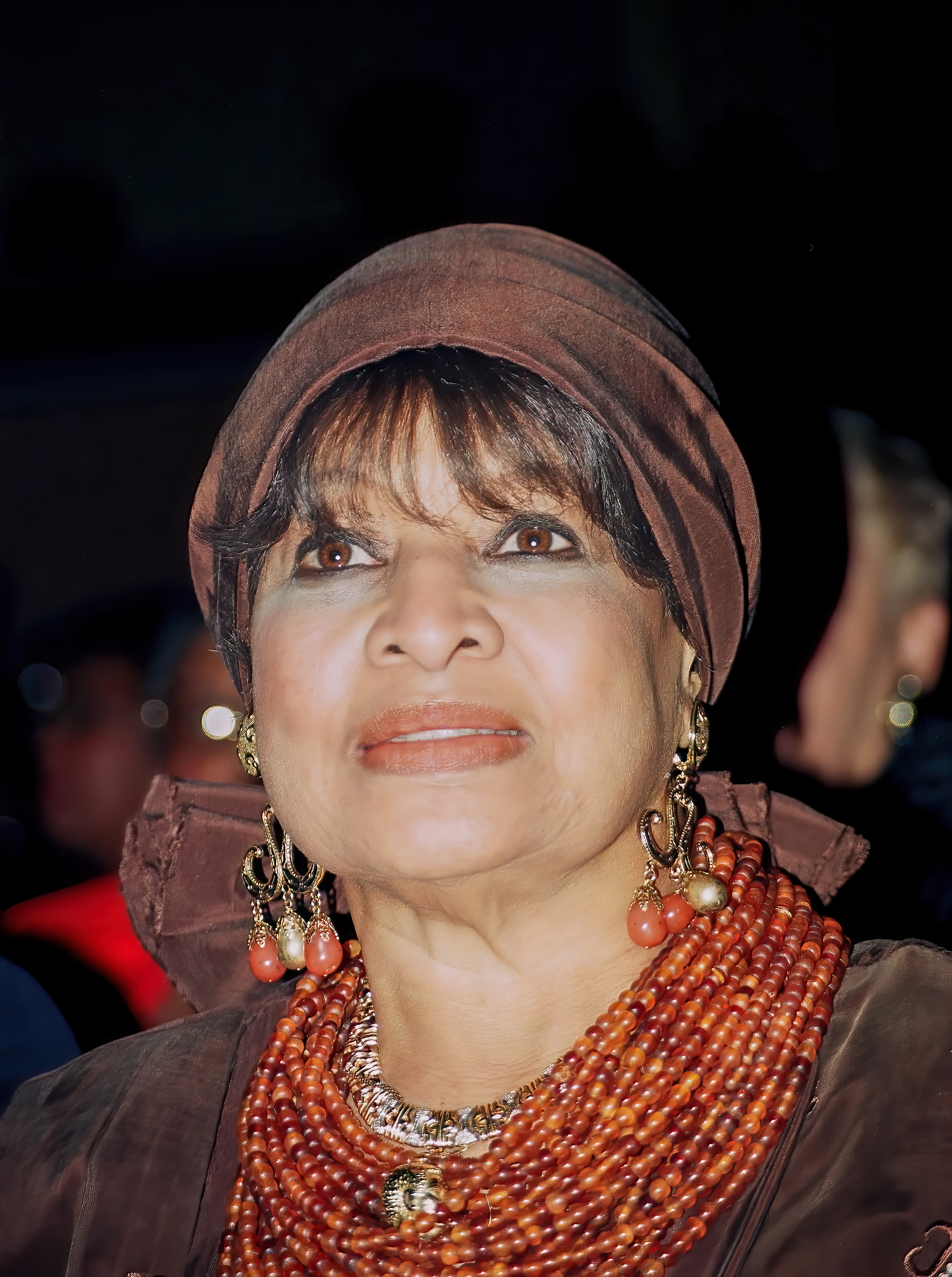
C. Delores Tucker

C. Delores Tucker (auch C. DeLores Tucker, * als Cynthia DeLores Nottage am 4. Oktober 1927 in Philadelphia, Pennsylvania; † 12. Oktober 2005 in Norristown, Pennsylvania) war eine US-amerikanische Politikerin und Bürgerrechtlerin.
Schon im Alter von 16 Jahren wirkte Delores Tucker aktiv in der afroamerikanischen Bürgerbewegung mit. Sie protestierte vor einem Hotel in Philadelphia, in dem schwarze Sportler nicht als Gäste absteigen durften. Sie blieb der Bürgerbewegung treu und war beim Marsch auf Washington 1963 an der Seite von Martin Luther King dabei. In den 1970er Jahren galt sie als die erste Frau der Bürgerrechtsbewegung National Association for the Advancement of Colored People (NAACP). Im Jahre 1970 war sie Vizechefin der Demokraten in Pennsylvania und Vizepräsidentin der NAACP in Pennsylvania. Von 1971 bis 1977 übte sie als Nachfolgerin von Joseph Kelley das Amt des Secretary of the Commonwealth von Pennsylvania aus. 1980 bewarb sie sich um die Nominierung ihrer Partei für die Wahlen zum US-Senat, belegte aber in der demokratischen Vorwahl mit 7,42 Prozent nur den dritten Platz. Sie gründete 1984 den National Political Congress of Black Women. Im Jahr 1992 verfehlte sie knapp die demokratische Nominierung für die Wahlen zum US-Repräsentantenhaus.
Mitte der 1990er Jahre fand sie ein neues Betätigungsfeld und sollte zu besonderer Bekanntheit, vor allem in den USA, kommen. Im Jahre 1994 protestierte sie gegen die Nominierung Tupac Shakurs für einen Preis der NAACP, in der sie selbst Mitglied war. In einem Interview mit dem Philadelphia Inquirer gab sie im selben Jahr an, sie sei „ready to go to jail, ready to die, whatever is necessary to stop this pornographic filth“. Diese konsequente Haltung schien sie auch wirklich durchführen zu wollen. So wurde sie mehrmals wegen ihrer Proteste vor Plattenläden verhaftet. Mit diesen Aktionen stieg sie zur Hassfigur der Rapszene auf. Vor allem Tupac Shakur griff sie seinerseits des Öfteren in seinen Texten an. Ein 10-Millionen-Dollar-Klage gegen die obszöne Verwendung ihres Namens in einem seiner Lieder („How Do U Want It“ auf dem Album All Eyez on Me; Tupac Shakur rappt darin: „Delores Tucker you's a motherfucker / Instead of trying to help a nigga you destroy a brother.“) wurde vom Gericht abgewiesen. Jedoch setzte sie ihren Einfluss ein, so dass Time Warner das Gangster-Rap-Label Death Row und dessen CEO Suge Knight fallen ließ. Hierbei bedrohte sie Knight sogar, dass er ihr das Label überschreiben solle, andernfalls werde er ins Gefängnis gehen, womit sie seine Methoden gegen ihn richtete. Auch der Rapper Eminem griff Tucker in einem seiner Songs an. In „Rap Game“ rappt er „I'm all for America, fuck the government / Tell that C. Delores Tucker slut to suck a dick / Motherfucker ducked, what the fuck? Son of a bitch / Take away my gun, I'm gonna tuck some other shit“.
C. Delores Tucker starb 2005 in einem Altersheim in Norristown, Pennsylvania.